# 反応次数
反応速度論において、反応次数（英語: order of reaction）とは、反応速度式中の、反応に関わる物質（反応物、触媒や生成物）の濃度の冪乗の項の次数である。反応速度式の一般的な形は{\displaystyle r=k[\mathrm {A} ]^{x}[\mathrm {B} ]^{y}\dotsb }で表される。ただし[A]、[B]、...は濃度。Aの反応次数をx、Bの反応次数をyとおく。（x、yを部分反応次数とも呼ぶ。）全体の反応次数はx + y + ....となる。多くの反応において、反応次数は化学反応式の係数とは一致しない。
例として、塩化水銀(II)とシュウ酸イオンの反応を挙げる。この反応の反応式は以下の通り。
2 HgCl2(aq) + C2O42−(aq) → 2 Cl−(aq) + 2 CO2(気) + Hg2Cl2(固)
この反応の反応速度は以下のように表される
r = k[HgCl2]1[C2O42−]2
この反応の場合、HgCl2の反応次数は1、C2O42-の反応次数は2である。全体の反応次数は1+2=3である。反応次数（HgCl2は1、C2O42-は2）は化学反応の量的関係（HgCl2:C2O42-=2:1）とは異なる。反応速度式は実験によってのみ決められる実験式である。反応速度を解析することによって、反応機構を知ったり、律速段階(英語版)を決めることができるようになる。
素反応 (英語版)のそれぞれの物質の反応次数は反応式の量的関係に一致する。ゆえに、反応式の係数の和は全体の反応次数に等しい。しかし多段階反応については化学反応式の係数に必ずしも等しいとは限らない。
多くの反応においてそれぞれの物質の反応次数は正の整数をとることが多いが、０だったり、分数だったり、負の数であることもある。
反応速度が反応物の濃度の冪乗で表されない場合、反応次数が定義できない。例えば、吸着された物質との反応では、反応次数が定義できない。この場合の反応速度式は以下の通り。
{\displaystyle r=k{\frac {K_{1}K_{2}C_{A}C_{B}}{(1+K_{1}C_{A}+K_{2}C_{B})^{2}}}.\,}